# Nikea (Attika)
Nikea (griechisch Νίκαια (f. sg.), bis 1940 Kokkinia Κοκκινιά) ist eine griechische Stadt in Attika im Regionalbezirk Piräus.
Noch unter dem Namen Nea Kokkinia (Νέα Κοκκινιά) wurde der Ort 1934 aus Piräus ausgegliedert und als Stadtgemeinde (dimos) anerkannt, die Umbenennung erfolgte 1940. Seit der Fusion mit der Nachbargemeinde Agios Ioannis Rendis zum 1. Januar 2011 bildet Nikea einen Gemeindebezirk der Gemeinde Nikea-Agios Ioannis Rendis, der auch den Verwaltungssitz der Gemeinde beherbergt.

## Geografie
Nikea ist 4 km nördlich von Piräus zwischen Keratsini und Korydallos am Fuße des Berges Egaleo gelegen. 
Es ist eine westliche Vorstadt von Athen und Piräus, mit denen es siedlungsmäßig zusammengewachsen ist. 

## Geschichte
Bis in das 20. Jh. hinein war die hügelige Gegend im Wesentlichen landwirtschaftlich geprägt. Nach der Kleinasiatischen Katastrophe 1922 wurde dann das am Fuß der Egaleo-Berge gelegene Gebiet für die in den Großraum Athen strömenden Flüchtlinge als Vorstadtsiedlung Athens erschlossen und bebaut. Nikea galt als zweitgrößte Flüchtlingsstadt in Griechenland. 
Bis 1940 hieß der Ort Kokkinia, angeblich weil er ein Zentrum der Kommunisten war (nach dem griechischen Wort kokkinos = rot). Tatsächlich dürfte die Bezeichnung jedoch auf die vor der Bebauung vorhandenen mit Mohnblumen übersäten Felder zurückgehen.

### Die Razzia am 17. August 1944
Am Donnerstag, den 17. August 1944 geschah in Nikea ein Kriegsverbrechen der deutschen Besatzungstruppen, das heute noch in Griechenland allgemein bekannt ist als Blocco (Razzia) von Kokkinia (Μπλόκο της Κοκκινιάς). Alle Männer eines Viertels, das von Tausenden deutscher Soldaten, unterstützt von griechischen Kollaborateuren, abgeriegelt wurde,  mussten sich auf dem Platz Osias Xenis hinknien; über 100 Männer, die von Denunzianten angezeigt worden waren, wurden an die Mauer einer kleinen Fabrik gestellt und sofort erschossen.
7000 Menschen wurden verhaftet und in das KZ Chaidari gebracht, 1200 von ihnen nach wenigen Tagen in Güterzügen nach Deutschland deportiert, wo sie als Zwangsarbeiter eingesetzt wurden. Ein Teil von ihnen wurde nach Biblis gebracht, um dort einen Militärflugplatz zu bauen.

## Stadtbild
Im Südwesten Nikeas entstand ein Industriegebiet; ein Gelände, das bis dahin für den Bergbau genutzt wurde, wurde in den 1960er Jahren in einen Park umgewandelt. Hier entstand die Olympic Hall, die bei den Olympischen Spielen 2004 Austragungsort der Wettkämpfe im Gewichtheben war.
Die Stadt wird von zwei großen Boulevards geprägt, der Grigori-Lambraki-Straße und der Petrou-Ralli-Straße.
An Sehenswürdigkeiten sind das Klimakia-Museum, das Platon-Sportzentrum und das Proodeftiki-Stadion zu nennen. 
Nikea verfügt über zwei Krankenhäuser sowie über eine Reihe von Grund- und Oberschulen. Es ist die Heimatstadt der Volleyball-Mannschaft Nikaia Piräus und der Fußball-Mannschaft des Zweitligisten Ionikos Nikea.

## Söhne und Töchter der Stadt
- Emilianos (1934–2019), Abt des Athosklosters Simonos Petras und Gründer mehrerer  orthodoxer Klöster
- Dimitris Melissanidis (* 1951), Unternehmer, Reeder und Sportfunktionär
- Giorgos Mazonakis (* 1972), Sänger
- Nikos Ikonomou (* 1973), Basketballspieler und -trainer
- Alexis Spyridonidis (* 1995), Basketballspieler